# Mine d'uranium de Trekkopje
La mine de Trekkopje est un projet de mine d'uranium à ciel ouvert qui n'est jamais entrée en production, située dans la région d'Erongo en Namibie, au milieu du désert du Namib, à environ trois-cents kilomètres à l'ouest de Windhoek.
À trente-cinq kilomètres au sud-est de Trekkopje se trouve la mine d'uranium de Rössing, de la société Rio Tinto.
Trekkopje possède une gare sur la ligne de chemin de fer reliant Swakopmund sur la côte atlantique à Karibib, ville située à cinq kilomètres de la mine d'or de Navachab.

## Histoire
À la fin des années 1970, des milliers d'investisseurs américains, dont  les stars Elvis Presley, Johnny Carson et Alice Cooper, estiment avoir été floués dans un projet prétendument frauduleux de Christodoulou dans la région de Trekkopje.
En mai 2005, l'homme d'affaires canadien Stephen Dattels et ses associés ont obtenu les droits de Trekkopje en achetant pour 4,365 millions de dollars américains la société Gulf Western Trading Namibia à l'homme d'affaires George Christodoulou. 
En 2007, Areva acquiert le site de Trekkopje dans le cadre du rachat de la société canadienne Uramin, pour un coût total de 2,5 milliards de dollars. Areva envisage d'exploiter le gisement de Trekkopje dès 2008-2009.
Le 16 février 2009, Areva obtient sa licence d'exploitation du gouvernement namibien pour une durée de vingt-cinq ans renouvelable, puis réalise un milliard d'euros d'investissement pour construire les infrastructures de la mine.
En 2011, Areva annonce que la mine démarrera sa production au premier semestre 2013.
En août 2011, quatre fûts d’uranium concentré provenant de la mine sont volés à Areva puis retrouvés à Swakopmund.
Le 12 octobre 2012, Areva annonce avoir « gelé » son projet minier de Trekkopje  en raison de l'effondrement du prix de l'uranium dont la consommation mondiale a baissé après la catastrophe nucléaire de Fukushima, et des investissements qui restent à réaliser dans la mine.
En 2014, le contenu en uranium qui avait initialement été évalué à  90 000 tonnes, est révisé à la baisse à  45 000 tonnes, puis à 26 000 tonnes.

### Usine de dessalement
L'eau étant très rare dans cette région désertique, une usine de dessalement est construite pour alimenter la mine, à Wlotzkasbaken sur la côte atlantique. L'usine, d'une capacité de vingt millions de mètres cubes par an, devait alimenter le site de Trekkopje par un pipeline de quarante-huit kilomètres de long. Cette usine de dessalement, d'un coût de 250 millions de dollars, n'a jamais été mise en service pour l'exploitation du gisement de Trekkopje, dont la très faible teneur en oxyde d'uranium ne permet pas une exploitation économiquement rentable. 
La mine de Trekkopje n'étant pas exploitée, un contrat est signé en 2013 dans le but de revendre l'eau de l'usine à la ville la plus proche, ce qui nécessite d'autres investissements additionnels coûteux.
En 2015, la centrale de dessalement est toujours inopérante.
En juin 2016, Areva veut vendre l'usine de dessalement de l'eau au gouvernement namibien 200 millions de dollars américains.